# Джеймс, Морган
Морган Джеймс (англ. Morgan James; род. 24 ноября 1981, Бойсе, Айдахо, США) — американская певица, композитор и актриса. Принимала участие в многочисленных бродвейских постановках, включая Motown: The Musical, Godspell, и The Addams Family.

## Биография
Джеймс начала брать уроки музыки и петь в хоре в 13 лет.
В 2012 году заключила договор с звукозаписывающей компанией Epic Records. Под их лейблом 4 декабря 2012 года вышел её дебютный альбом Morgan James Live. Первый студийный альбом Морган под названием Hunter был выпущен Epic Records в ноябре 2014 года.
31 марта 2017 года Джеймс начала Reckless Abandon Tour в поддержку своего второго студийного альбома Reckless Abandon , который вышел 7 апреля 2017 года.
Джеймс также известна своими многочисленным музыкальным сотрудничеством с джаз-коллективом Postmodern Jukebox. Певица записывала вокальные кавер-версии следующих альбомов: «Black Messiah» D'Angelo (спустя месяц после его выхода), «Grace» Джеффа Бакли, «Blue» Джони Митчелл, «Белого альбома» The Beatles (в честь его 50-летия).

## Дискография

### Альбомы
| Название         | Детали                                                   |
| ---------------- | -------------------------------------------------------- |
| Hunter           | - Выпущен: 4 ноября, 2014 (US) - Лейбл: Epic             |
| Reckless Abandon | - Выпущен: 7 апреля, 2017 (US) - Label: Hedonist Records |
| Memphis Magnetic | - Выпущен: 7 февраля, 2020 - Label: Hedonist Records     |

### Кавер-альбомы
| Название                                        | Детали                                                       |
| ----------------------------------------------- | ------------------------------------------------------------ |
| Morgan James Live: A Celebration of Nina Simone | - Выпущен: 4 декабря, 2012 (US) - Лейбл: Epic                |
| Blue                                            | - Выпущен: 16 декабря, 2016 (US) - Лейбл: Certified Morganic |
| The White Album                                 | - Выпущен: 26 октября, 2018 (US) - Лейбл: Hedonist Records   |

### Синглы
| Год  | Название                                       | Альбом           |
| ---- | ---------------------------------------------- | ---------------- |
| 2014 | "I Want You"                                   | Hunter           |
| 2014 | "Call My Name"                                 | Hunter           |
| 2019 | "I Don't Mind Waking Up (To a Love This Good)" | Memphis Magnetic |
| 2020 | "Give You Up"                                  | Memphis Magnetic |